# Eupithecia hemileucaria
Eupithecia hemileucaria là một loài bướm đêm trong họ Geometridae.